# Einfeldia austini
Einfeldia austini är en tvåvingeart som beskrevs av Beck 1970. Einfeldia austini ingår i släktet Einfeldia och familjen fjädermyggor.
Artens utbredningsområde är Florida. Inga underarter finns listade i Catalogue of Life.